# 三河安城駅

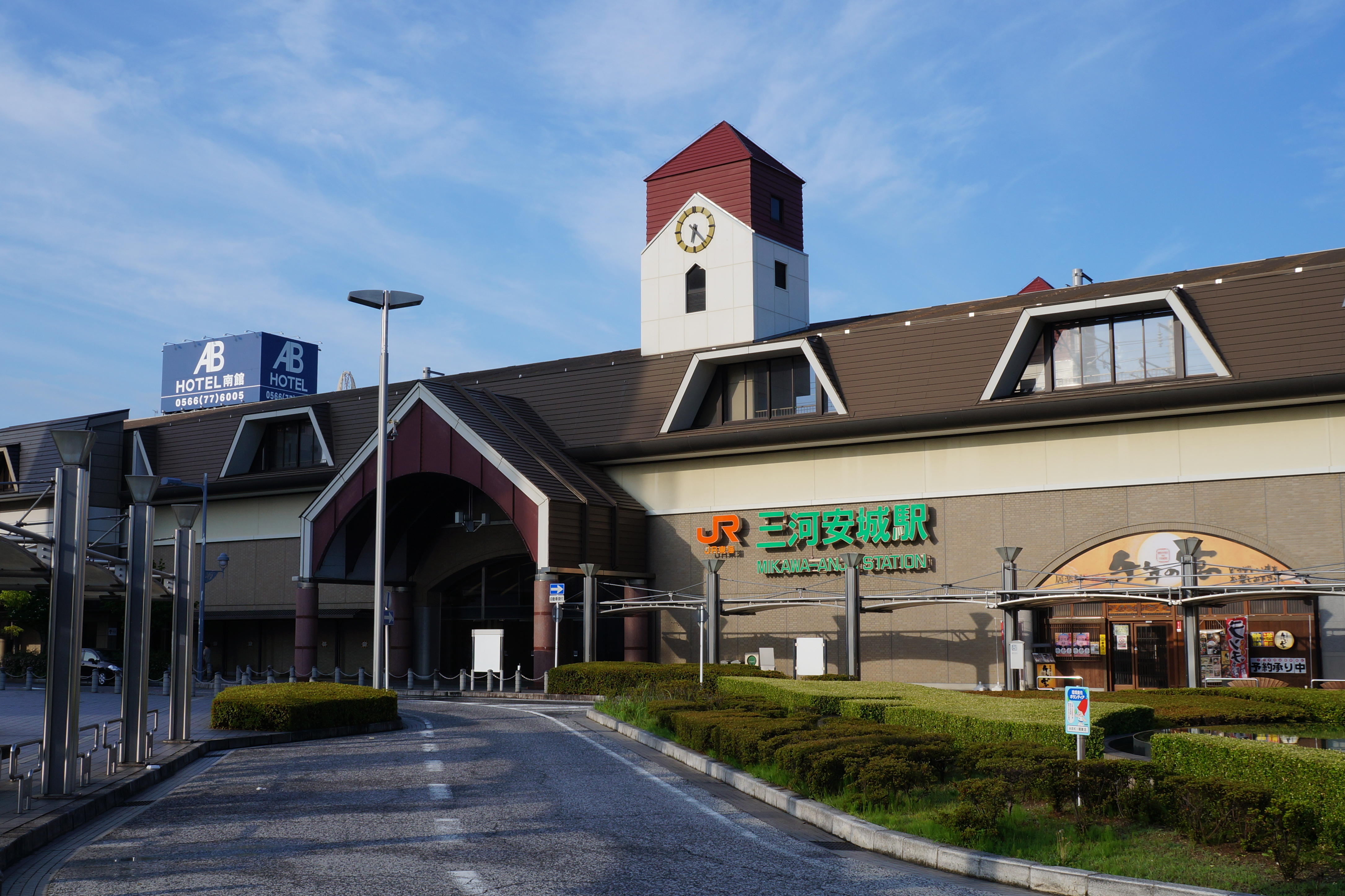
新幹線北口（2014年6月）

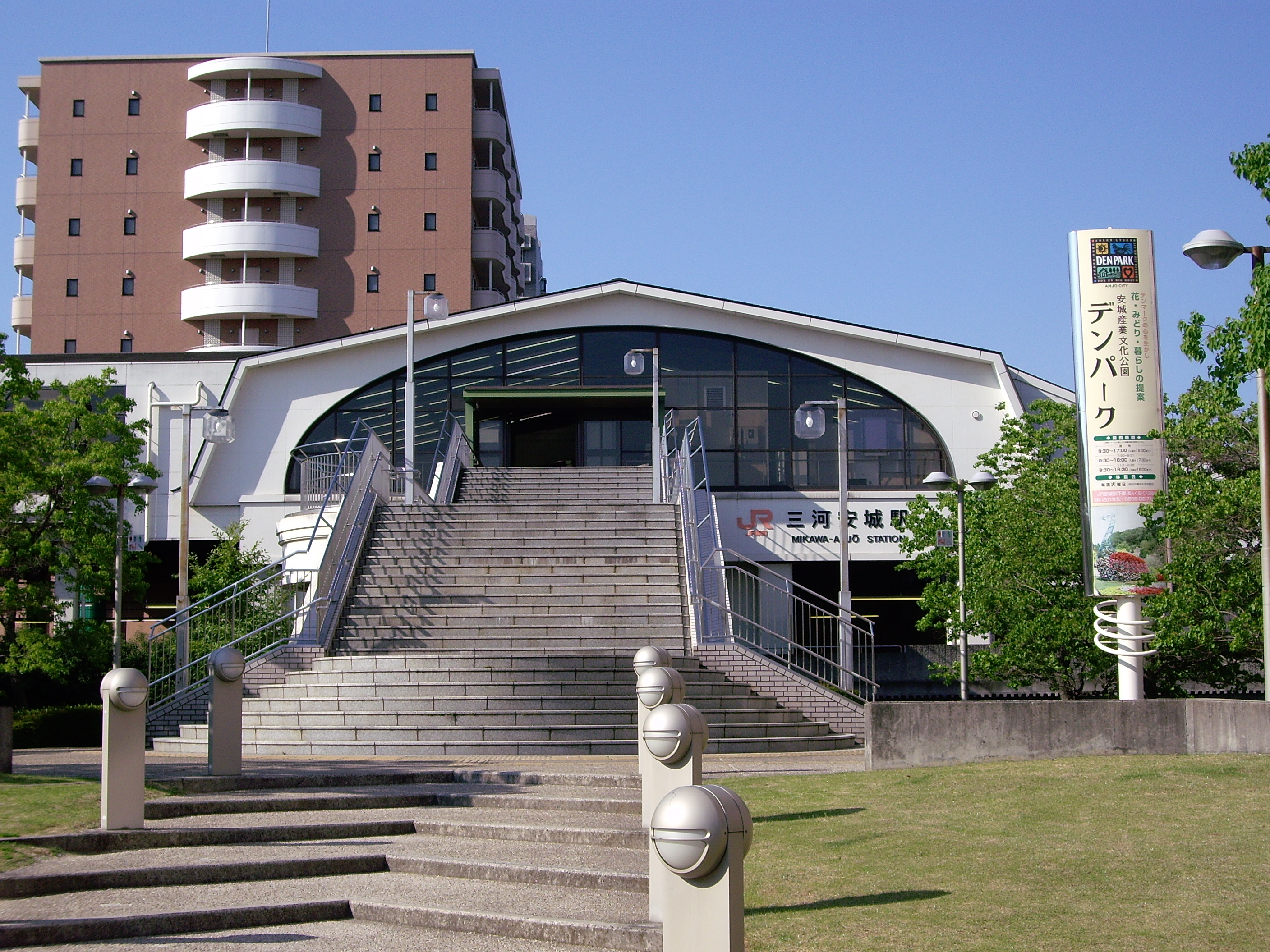
在来線南口（2009年6月）

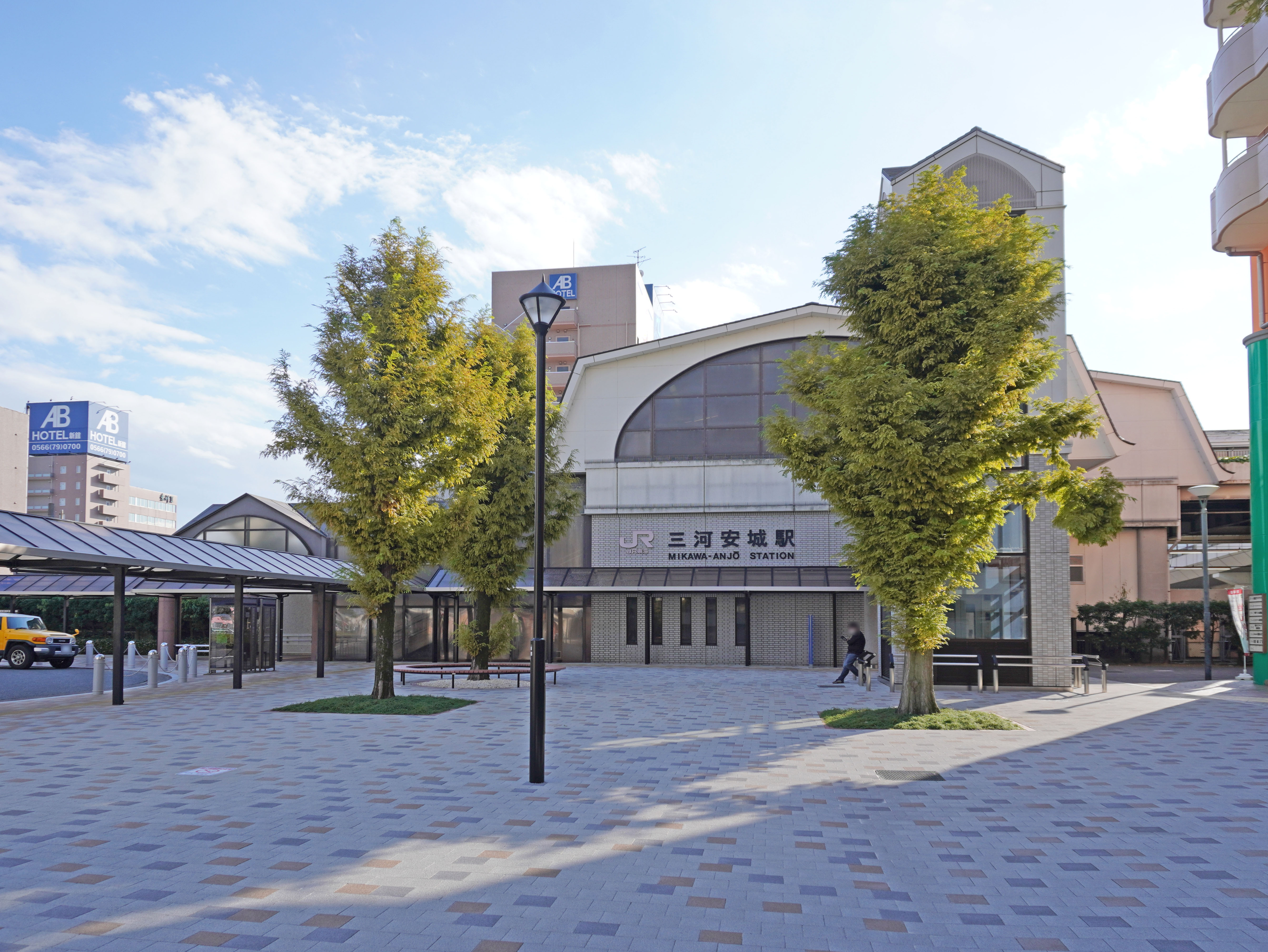
在来線北口（2022年10月）

三河安城駅（みかわあんじょうえき）は、愛知県安城市三河安城町にある、東海旅客鉄道（JR東海）の駅である。東海道新幹線と、在来線の東海道本線が乗り入れ、乗換駅としても機能している。東海道本線の駅番号はCA55。
東海道本線の運行形態の詳細は「東海道線 (名古屋地区)」を参照。

## 歴史
請願駅として誕生したため、総事業費約137億円は地元が負担した。このうち、愛知県の負担が約30%、安城市が約50%、周辺市町村が約8%、民間寄付等が約12%を占めている。
1988年（昭和63年）3月13日、新富士駅・掛川駅・新尾道駅・東広島駅とともに東海道・山陽新幹線の新駅として開業した。

### 年表
- 1974年（昭和49年）11月16日：東海道新幹線駅新設期成同盟会を結成。
- 1979年（昭和54年）7月3日：期成同盟会が新駅候補地の一本化を愛知県に一任。
- 1983年（昭和58年）
  - 4月：愛知県が新駅候補地の調査をコンサルタントに委託。
  - 10月15日：新幹線誘駅誘致安城市民の会結成。
  - 10月18日：愛知県が候補地の比較調査結果を公表。
- 1984年（昭和59年）
  - 1月6日：候補地を安城市二本木地区に愛知県が裁定[12]。
  - 2月2日：期成同盟会長が岡崎市長（中根鎭夫）から安城市長（岩月収二）へ引き継がれ、事務局も岡崎市から安城市へ移転。
  - 8月23日：市民の会総決起大会に運輸大臣の細田吉蔵が視察。
  - 10月18日：国鉄が安城市に具体的設置条件を提示。
  - 12月18日：安城市が条件を受諾。駅建設決定。
- 1985年（昭和60年）
  - 3月18日：国鉄と安城市が「三河駅（仮称）設置に関する協定」を締結。
  - 7月29日：起工記念式[13]。
- 1986年（昭和61年）9月3日：東海道本線三河駅（仮称、在来線）起工式。
- 1987年（昭和62年）
  - 5月28日：期成同盟会は総会を開き、駅名を三河安城駅とすることを決議[14]。
  - 10月：期成同盟会からの要望を受けたJR東海は三河安城駅に正式に決定。
- 1988年（昭和63年）
  - 3月6日：駅舎一般公開。
  - 3月12日：竣工式。
  - 3月13日：開業[2][3][4][15]。当初の管轄は東海鉄道事業本部。
- 1998年（平成10年）2月12日：新幹線改札口に自動改札機を導入[16][17]。
- 2006年（平成18年）11月25日：在来線でICカード「TOICA」の利用が可能となる。
- 2008年（平成20年）4月1日：管轄が新幹線鉄道事業本部へ変更。
- 2013年（平成25年）1月24日：新幹線の改札・ホームにおける発車標が反転フラップ式案内表示機からフルカラーLEDディスプレイに更新。この更新をもって、反転フラップ式案内表示機が新幹線の駅からなくなった[18]。
- 2020年（令和2年）
  - 11月30日：在来線改札口のJR全線きっぷうりばの営業を終了[19]。
  - 12月1日：在来線改札口が集中旅客サービスシステム（現・お客様サポートサービス）の使用開始に伴い終日無人化[7][8][9][19]。
- 2024年（令和6年）3月1日：新幹線のきっぷうりばにサポートつき指定席券売機を導入[6]。

## 駅構造

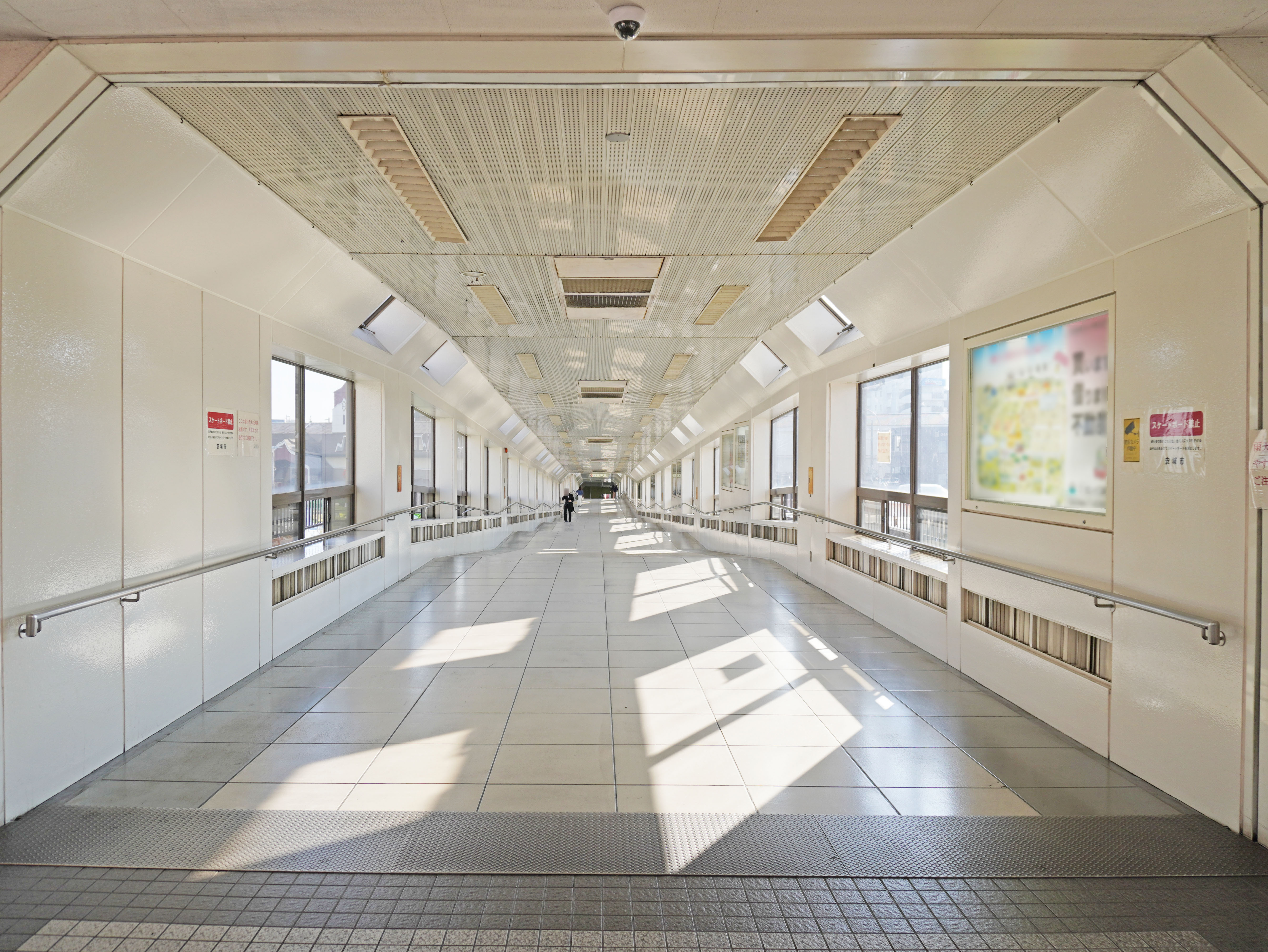
自由通路（2022年10月）

当駅は新幹線と在来線が交差した地点から約300メートル東側に位置している。新幹線ホームと在来線ホームは約150メートル離れており、二本木跨線橋と並行して南北を結ぶ改札外の自由通路で結ばれている。このため、乗り換える場合は一度改札を出場しなければならない。

### 新幹線
相対式ホーム2面2線を有する高架駅である。ホームのある上下副本線の間に上下本線（通過線）がある。駅舎は農業都市をイメージしたマンサード屋根の北欧調の建物になっており、駅の真下にはかんがい施設遺産の明治用水（中井筋）が通っている。また、駅構内には名古屋ステーション開発が運営する商業施設「ASTY三河安城」（アスティみかわあんじょう）があり、レストラン・ベルマートキヨスクなどが入居している。
下り「のぞみ」「ひかり」では、車内放送で「三河安城駅を（時刻通りに・遅れて）通過しました。あと9分で名古屋に到着します。」などのアナウンスが行われる。
各駅停車の「こだま」のみが停車する。東京駅から見て名古屋駅の一つ手前であるため、東京駅からはのぞみで名古屋駅まで行き、そこからUターンしたほうが早く着くことが多い（この方法で乗車できる「のぞみJ回数券」が2013年（平成25年）10月31日まで発売されていた）。豊橋駅で「ひかり」から乗り換える方法もあり、乗り換えの待ち時間によっては名古屋駅を経由するよりも早く到着できる。利用者であっても、「のぞみ」停車駅の名古屋駅に直接向かう乗客も多いため、乗降客は少ない。「のぞみ」「ひかり」が「こだま」を追い越す待避駅として機能する駅である。
JR東海の直営駅であり、2008年（平成20年）4月1日より所属エリアを東海鉄道事業本部から新幹線鉄道事業本部に変更した。

#### のりば
| 番線 | 路線         | 方向 | 行先       |
| ---- | ------------ | ---- | ---------- |
| 1    | 東海道新幹線 | 下り | 新大阪方面 |
| 2    | 東海道新幹線 | 上り | 東京方面   |

（出典：JR東海:駅構内図）

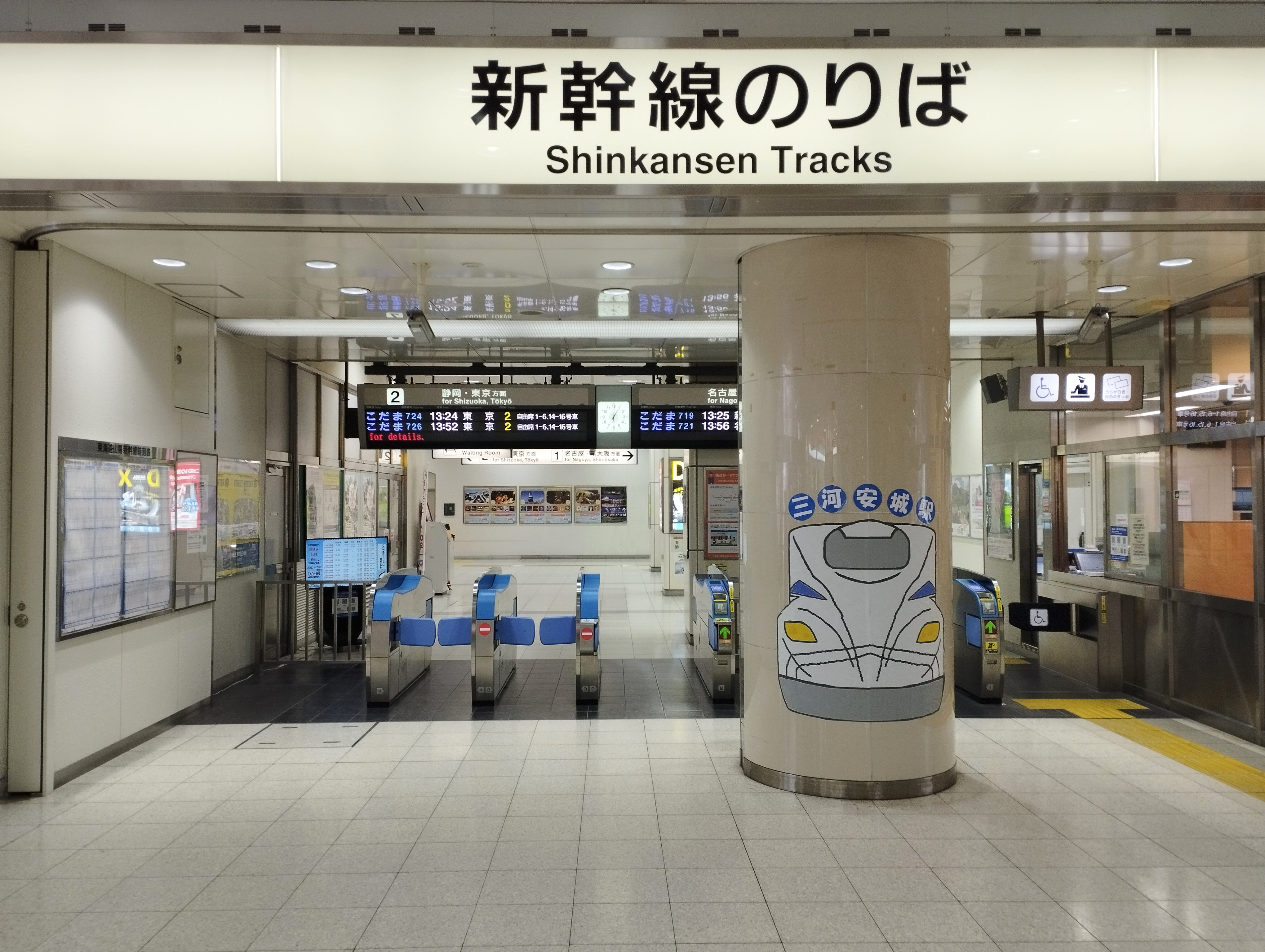
新幹線改札口（2024年3月）
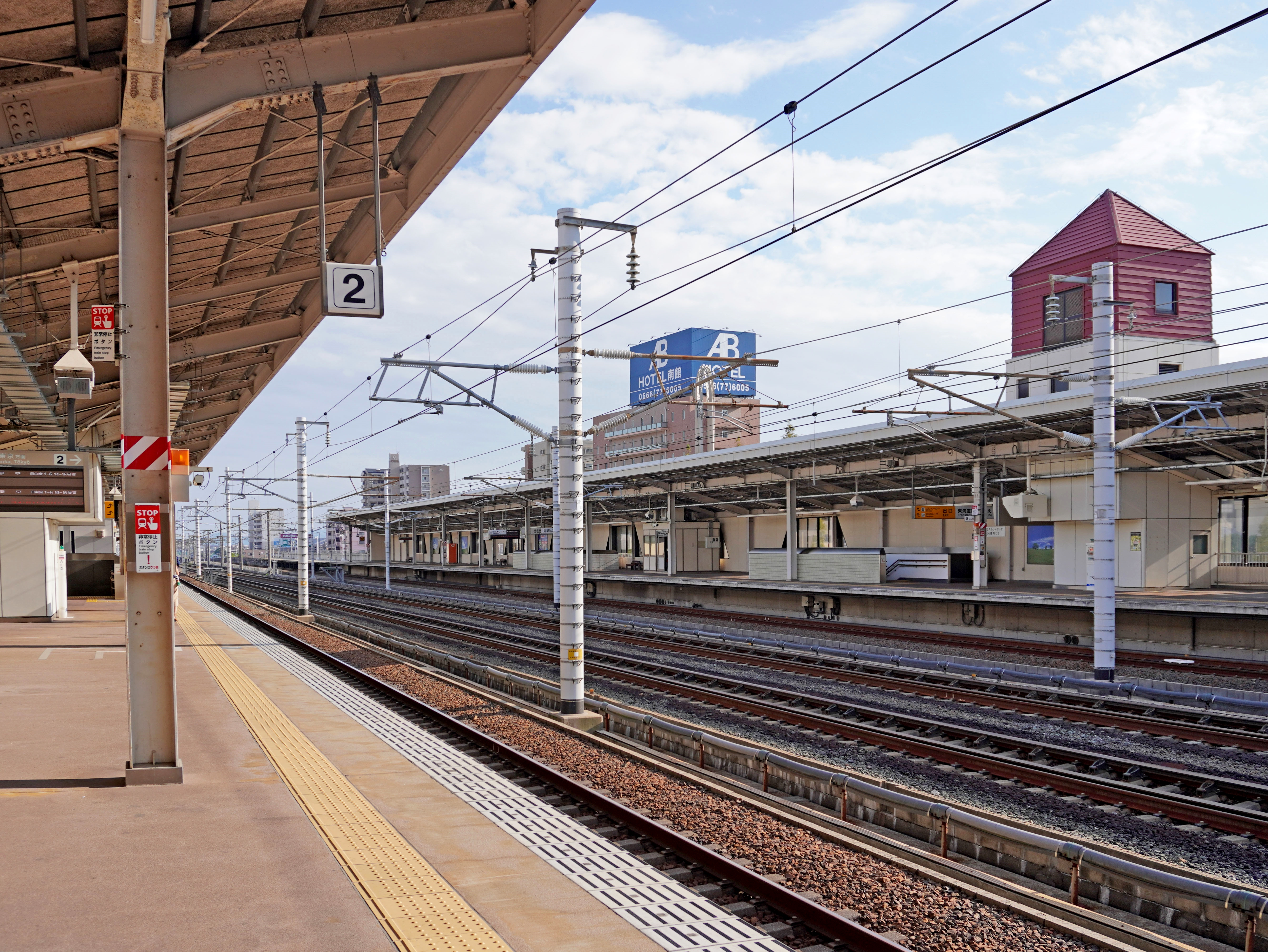
新幹線ホーム（2022年10月）
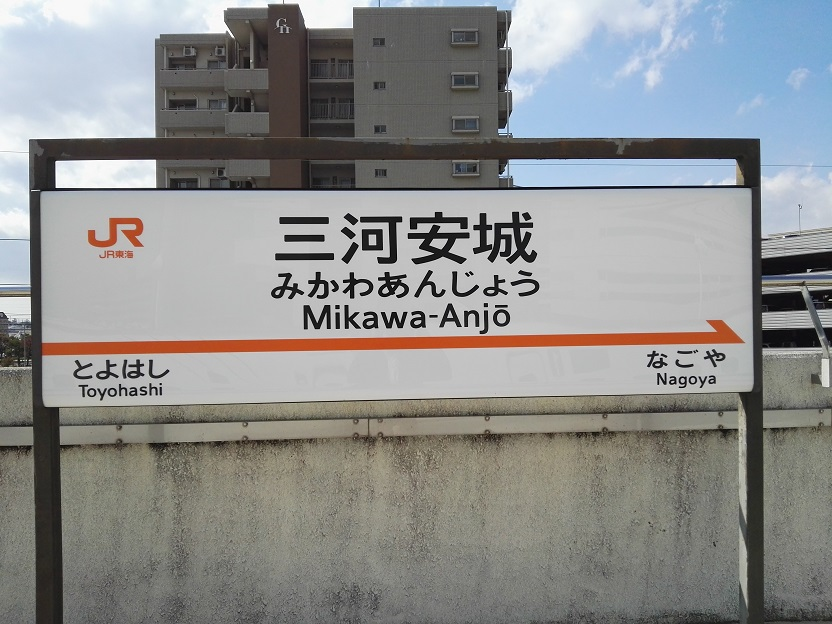
新幹線駅名標（2018年10月）

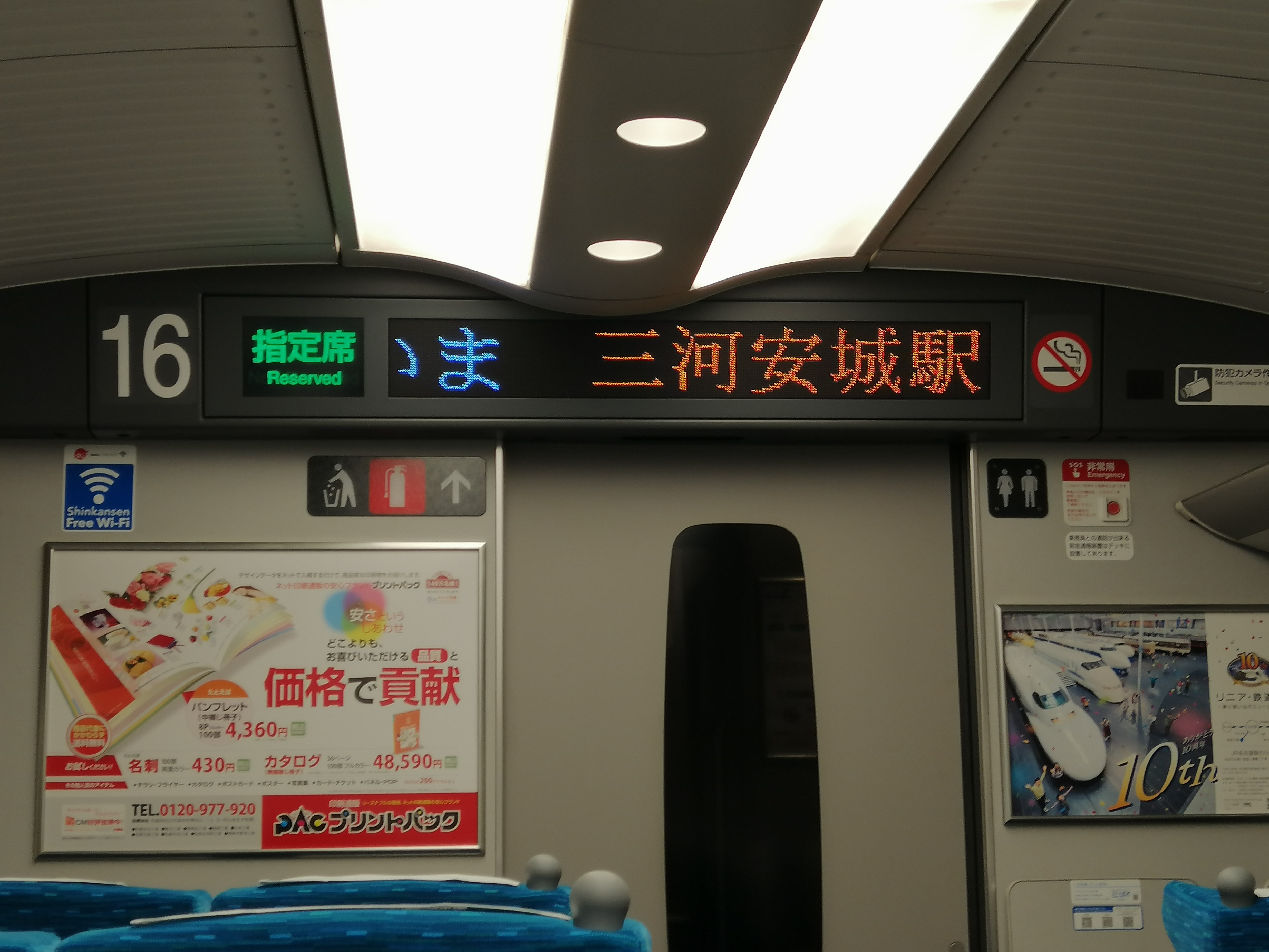
三河安城駅を通過中の車内

- 車内アナウンス

### 在来線
相対式ホーム2面2線を配し橋上駅舎を有する地上駅となっている。
安城駅が管理する無人駅で、駅舎内には自動券売機とTOICA対応の自動改札機が設置されている。
在来線駅の無人化後も、窓口での発券を要する乗車券類は新幹線駅のJR全線きっぷうりばで取り扱っている。
新幹線接続駅ではあるが、定期ダイヤにおいて停車するのは普通列車のみで、同線を走行する全ての快速列車は停車しない。新幹線接続駅でありながら快速（臨時・夜行列車を除く）が通過する例は、1980年代の新大阪駅や西明石駅でも見られたが、現在は当駅のみである。快速列車に乗車するには、名古屋方面へは刈谷駅、豊橋方面へは岡崎駅で乗り換えることになる（豊橋方面では安城駅でも乗り換えができるが、同駅では快速に追い越されない）。普通列車は岡崎駅までは基本的に15分間隔で運転されているが、昼間の一部時間帯は30分間隔となることもある。

#### のりば
| 番線 | 路線          | 方向 | 行先             |
| ---- | ------------- | ---- | ---------------- |
| 3    | CA 東海道本線 | 下り | 名古屋・大垣方面 |
| 4    | CA 東海道本線 | 上り | 岡崎・豊橋方面   |

（出典：JR東海:駅構内図）

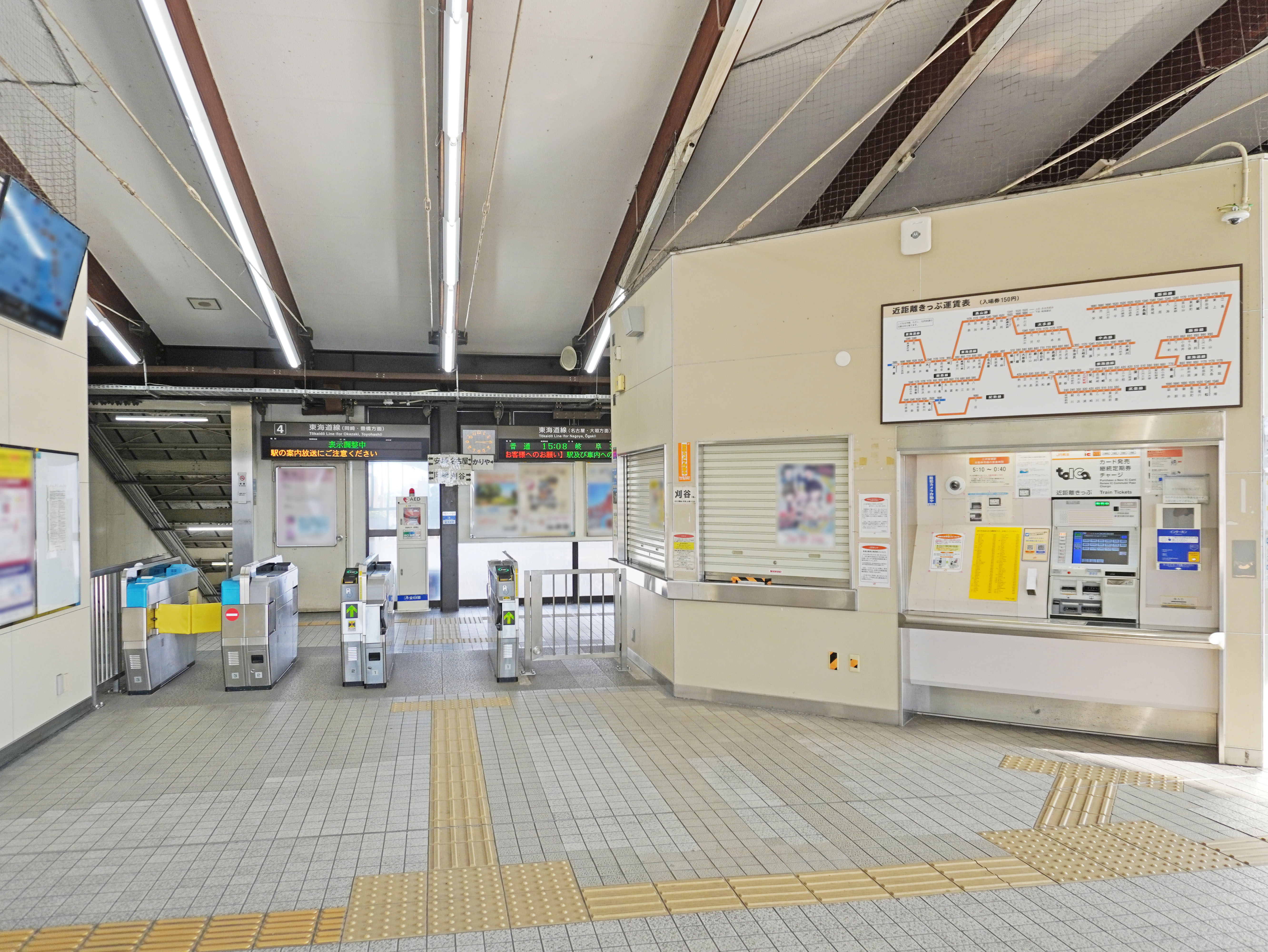
在来線改札口（2022年10月）
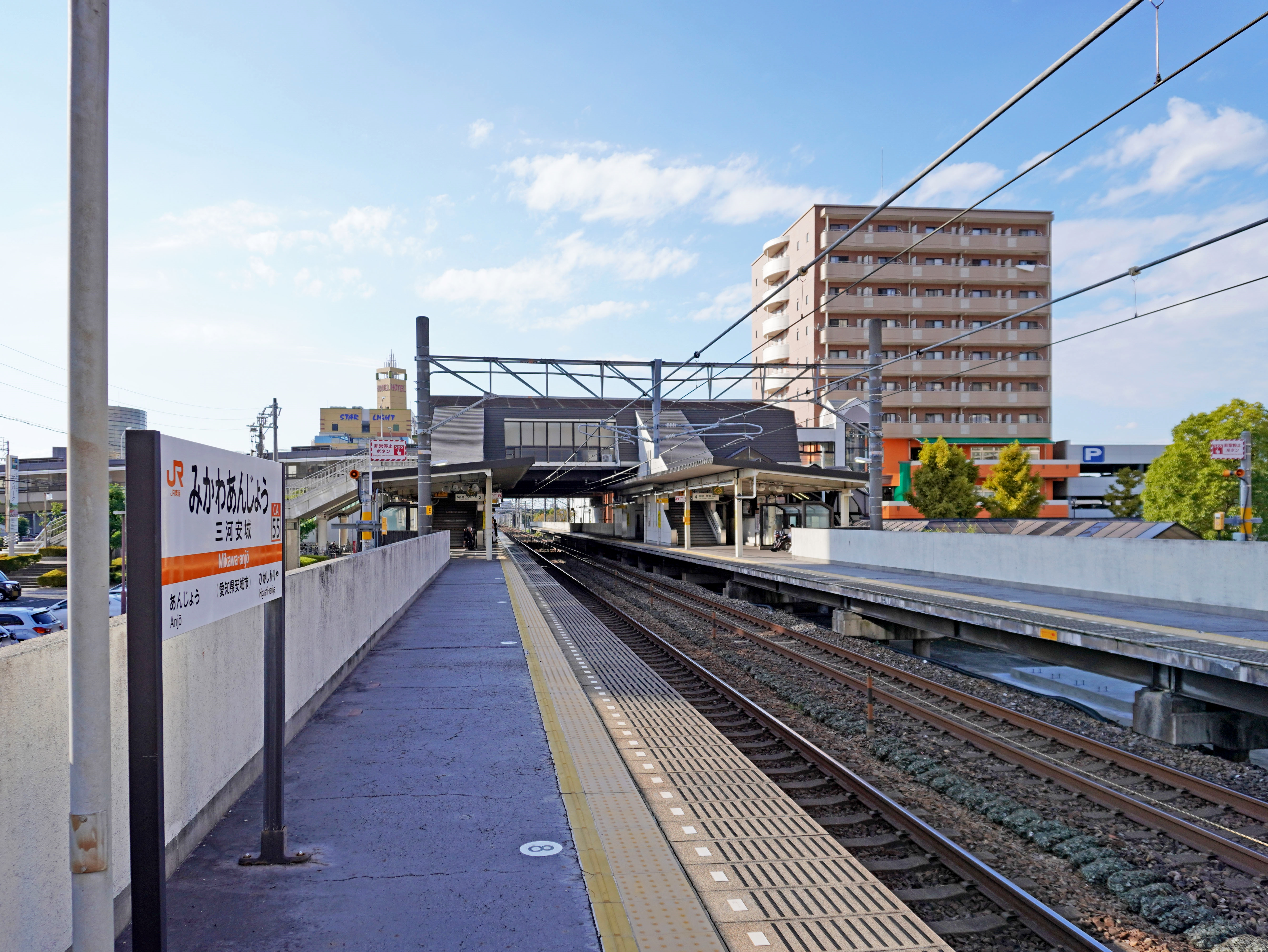
在来線ホーム（2022年10月）
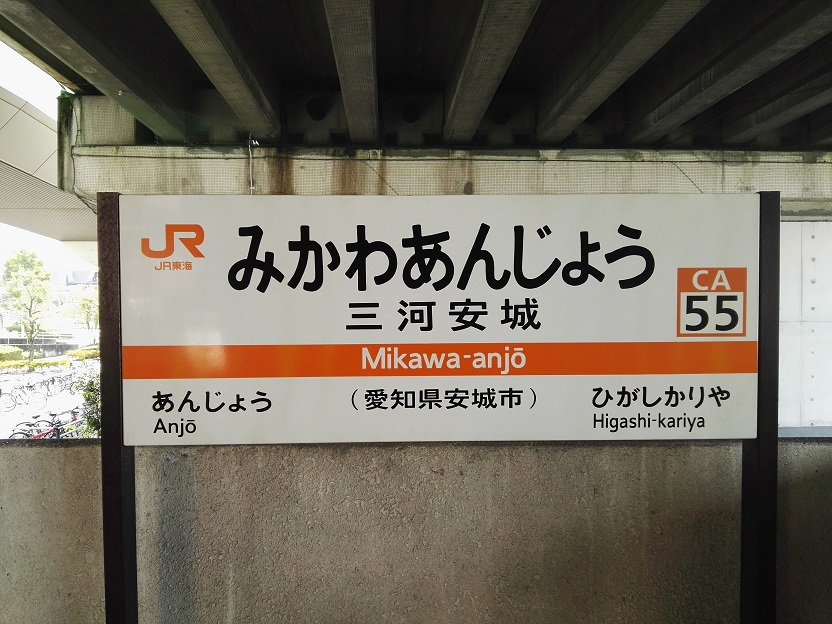
在来線駅名標（2018年10月）

## 駅舎
開業は1988年（昭和63年）。意匠としてデンマークの農家を摸したものといわれる。この地域は大正時代に先進的な農業地域として知られ、直接デンマークとの関係はなかったが、当時農業大国として評価の高かったデンマークにあやかって新聞が「日本のデンマーク」と書いたことから「日本デンマーク」などと呼ぶようになった。なお、安城市は1997年（平成9年）にデンマークのコリング市と姉妹都市提携した。

## 利用状況
「愛知県統計年鑑」および「安城の統計」によれば、1日平均の乗車人員は以下のとおりとなっている。
近年は駅周辺の再開発に伴い、乗車人員は増加傾向にある。
| 年度   | 一日平均 乗車人員 |
| ------ | ----------------- |
| 1995年 | 4,277             |
| 1996年 | 4,290             |
| 1997年 | 4,459             |
| 1998年 | 4,555             |
| 1999年 | 4,478             |
| 2000年 | 4,652             |
| 2001年 | 4,787             |
| 2002年 | 4,884             |
| 2003年 | 4,952             |
| 2004年 | 5,028             |
| 2005年 | 5,262             |
| 2006年 | 5,417             |
| 2007年 | 5,529             |
| 2008年 | 5,555             |
| 2009年 | 5,132             |
| 2010年 | 5,456             |
| 2011年 | 5,416             |
| 2012年 | 5,615             |
| 2013年 | 5,822             |
| 2014年 | 6,059             |
| 2015年 | 6,569             |
| 2016年 | 6,760             |
| 2017年 | 7,186             |
| 2018年 | 7,660             |
| 2019年 | 8,001             |
| 2020年 | 5,612             |

## 駅周辺
駅周辺は、駅の誘致が決定してから開発が進められた。安城市は1986年（昭和61年）から20年にわたって駅周辺の118.4haを対象に土地区画整理事業を行い、2006年（平成18年）10月7日に事業を完了した。
当駅付近は、開業時、安城市二本木町の町名であった（駅施設の一部は隣の箕輪町にもかかっていた）が、土地区画整理事業が完了した2006年（平成18年）10月7日から住居表示実施に伴い、三河安城駅付近の町名が三河安城町・三河安城東町・三河安城南町に変更となった。これらは該当地域の住民投票によって決められた。
現在、新幹線南口を中心に市街地が形成されており、ビジネスホテルなどが集積している。また、駅周辺一帯は宅地開発が行われ、小学校2校が新設された。このほか、パークアンドライド向けの有料駐車場も多く設けられている。
刈谷市東部へも近く徒歩圏である。ただしそのエリアへは在来線では東刈谷駅からのほうが近いことも多い。

### 東海道本線北口
- 安城市立梨の里小学校
- 愛知県立安城農林高等学校
- ニチバン安城事業所[28]
- 山崎製パン安城工場

### 東海道新幹線北口・東海道本線南口
- 東祥本社
- ABホテル三河安城本館・新館
- ABホテル本社
- カリツー本社
- アイシン安城工場

### 東海道新幹線南口
- ドーミーインEXPRESS三河安城
- 東横イン三河安城駅新幹線南口
- 東横イン三河安城駅新幹線南口Ⅱ
- ABホテル三河安城南館
- ホテルリブマックス三河安城駅前
- 安城市立三河安城小学校

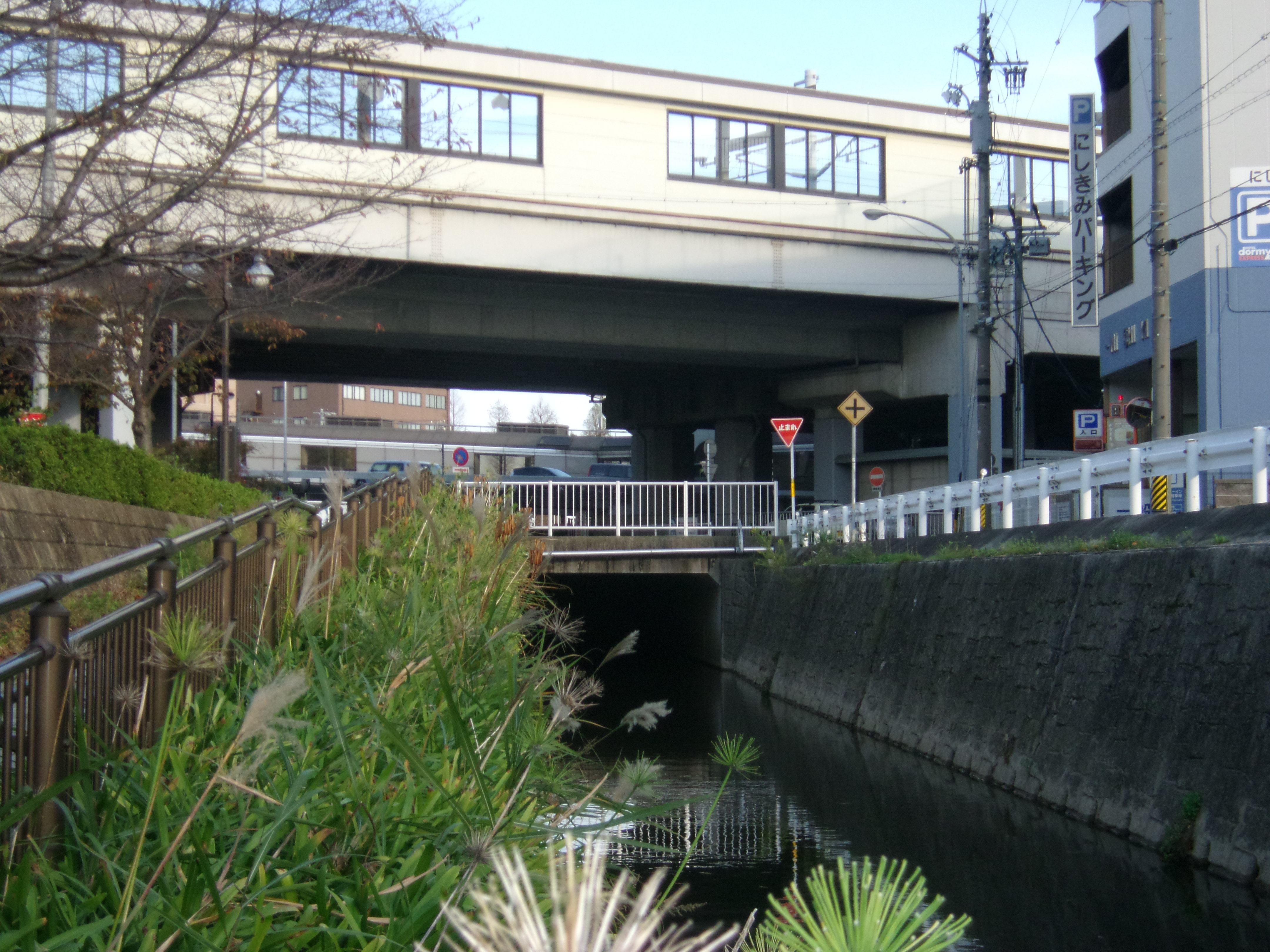
新幹線ホーム下を流れる明治用水

## バス路線
安城市コミュニティバス（通称：あんくるバス）
- 西部線（東海道新幹線北口・東海道本線南口発着）
- 高棚線（東海道新幹線南口発着）

ドリームなごや号（三河号）（JR東海バス）（JRバス関東）（毎日1往復）
- バスタ新宿・東京駅日本橋口・新木場駅行
- 東京駅 - 三河安城駅 - 名古屋駅

知多バス 安城・中部空港線（廃線）
- 南安城駅 ・ 中部国際空港行き
- 南安城駅 - 安城駅 - 三河安城駅 - 高棚 - （高浜市） - 半田市 - 中部国際空港

## 隣の駅
東海旅客鉄道（JR東海）
 東海道新幹線
豊橋駅 - 三河安城駅 - 名古屋駅
CA 東海道本線
■特別快速・■新快速・■快速・■区間快速
通過
■普通
安城駅 (CA54) - 三河安城駅 (CA55) - 東刈谷駅 (CA56)